# Nobody’s Hero
Nobody’s Hero (Originaltitel: Viens je t’emmène, dt.: „Komm, ich nehme dich mit“) ist ein französischer Spielfilm von Alain Guiraudie aus dem Jahr 2022. Die Tragikomödie wurde im Februar 2022 bei den 72. Internationalen Filmfestspielen Berlin uraufgeführt.

## Handlung
Der sympathische und unauffällige Mittdreißiger Médéric lebt im französischen Clermont-Ferrand. Bei seiner morgendlichen Joggingrunde verliebt er sich Hals über Kopf in die ältere, verheiratete Sexarbeiterin Isadora. Später treffen sie sich in einem Hotel in der Stadt. Ihr beginnendes Liebesspiel wird durch die Nachricht über einen verübten Terroranschlag in Clermont-Ferrand jäh beendet. Während die Stadt in Aufruhr versetzt wird, begegnet Médéric dem jungen arabischstämmigen Obdachlosen Sélim. Er versorgt ihn mit Geld und einem Schlafplatz für die Nacht. Kurze Zeit später überkommt ihn der Verdacht, dass Sélim etwas mit dem Anschlag zu tun haben könnte. Médéric verständigt daraufhin die Polizei. Isadoras plötzlich auf der Bildfläche erscheinender eifersüchtiger Ehemann Gérard sorgt für weitere Verwicklungen.

## Veröffentlichung
Die Premiere von Nobody’s Hero erfolgte am 10. Februar 2022 als Eröffnungsfilm der Berlinale-Sektion Panorama. Regulärer Kinostart in Frankreich war am 2. März 2022 im Verleih von Les Films du Losange. Die Erstausstrahlung im deutschen Fernsehen erfolgte am 12. Februar 2025 auf Arte.

## Auszeichnungen
Mit Nobody’s Hero konkurrierte Guiraudies Film um den Panorama Publikumspreis sowie den Teddy Award.